# Yoshiaki Ōiwa
Yoshiaki Ōiwa (jap. 大岩 義明, Ōiwa Yoshiaki; * 19. Juli 1976 in Nagoya, Präfektur Aichi) ist ein japanischer Vielseitigkeitsreiter.

## Karriere
Bei den Olympischen Spielen in London lag er nach der Dressur mit 38,10 Minuspunkten auf Platz eins, im anschließenden Gelände stürzte er allerdings.
2024 gewann er bei den Olympischen Spielen in Paris mit dem Team die Bronzemedaille.
Ōiwa trainiert seit 2009 bei Dirk Schrade.

## Pferde
- Noonday de Conde (* 2001), Selle Français, Stute
- Gorgeous George